# 워렌 버핏
워렌 에드워드 버핏(영어: Warren Edward Buffett 워렌 버핏[*], 1930년 8월 30일~)은 미국의 기업인이자 투자가이다. 뛰어난 투자실력과 기부활동으로 인해 흔히 '오마하의 현인'이라고 불린다. 2010년 기준으로, 포브스 지는 버핏 회장을 세계에서 3번째 부자로 선정하였다. 2020년 기준으로 버핏은 29억달러(약 3조5,000억원) 상당의 버크셔해서웨이 주식을 자선단체에 기부하며 자산이 감소했다. 버핏은 총 자산 규모 692억달러(약 83조1,100억원)로 세계 10위에 이름을 올렸다. 1958년 당시 3만1500달러를 주고 산 집에서 아직도 살고 있고, 매일 아침은 3달러가 조금 넘는 맥도널드 아침 메뉴로 해결한다. 검소한 삶을 살지만 자선재단을 설립해 막대한 돈을 기부하고 있고, 소득 불평등 문제를 해결하기 위한 방안으로 부자증세를 주장한다.
워렌은 적절한 기업에 투자해서 오랫동안 주식을 갖고 있는 복리의 중요성을 강조한다. 워렌은 인터뷰에서 "나는 오랫동안 ‘므두셀라 기법’을 권해왔고, 그 모델이 투자에 가장 적절한 것 같다"고 말했다. 므두셀라는 구약성서 창세기에 등장하는 속 인물로 969년을 살았다고 알려진다. 워렌이 말하는 ‘므두셀라 기법’이란 성경에서 가장 오래 산 인물로 알려진 므두셀라처럼 오래도록 안정적인 기업에 긴 시간 투자해 수익을 얻는 투자 방식이다. 워랜은 "10살 때 1000달러도 수익률 10%에 복리를 적용하면 10년 뒤엔 2600달러, 50년 뒤면 11만 7400달러가 된다는 걸 깨달았다"며 "돈을 이렇게 버는 거구나하고 혼자 감탄했다"고 말했다.
2006년에는 본격적인 기부를 시작한다. 버크셔 주가가 10만달러를 돌파하고, 버핏의 개인자산 평가액이 400억달러를 찍은 이 해에 버핏은 자신의 재산 가운데 85%를 자선재단에 기부하겠다는 약속을 한다. 마이크로소프트(MS) 공동창업자인 빌 게이츠 회장이 세운 '빌 & 멜린다 게이츠 재단'에 재산 대부분을 기부하기로 한 것이다. 2010년에는 게이츠 회장과 함께 '기부 약속' 캠페인을 시작한다. 동료 억만장자들을 기부의 세계로 끌어들였고, 2019년에 200여명이 5000억달러 이상의 기부 약속을 했다.

## 학력
- 1947년 우드로 윌슨 고등학교 졸업
- 1947년 펜실베이니아 대학교 와튼 스쿨 입학
- 1950년 네브래스카 대학교 링컨 편입, 졸업 (경영학 학사)
- 1951년 컬럼비아 경영대학원 졸업 (경제학 석사)

## 생애

### 어린 시절
워렌 버핏은 1930년 8월 30일 네브래스카주 오마하에서 사업가이자 정치인인 하워드 버핏과 라일라 부부의 삼남매 중 둘째로 태어났다. 아버지 하워드는 버핏이 여섯 살 때 주식 통장을 선물해 돈에 눈뜨게 했다. 어릴 때부터 숫자, 계산에 천재적인 재능을 보였다. 워런은 어릴 적부터 돈에 관심이 많았고, 할아버지의 슈퍼마켓에서 코카콜라나 껌을 사 팔았다. 또 버핏은 7살 때 오마하 공립 도서관에서 빌려온 One Thousand Ways to Make $1000(1000달러를 버는 1000가지 방법) 이라는 책에서 많은 영감을 받았다고 한다.
버핏은 로즈 힐 초등학교에서 교육을 시작했다. 1941년 아버지 하워드와 같은 사무실을 쓰는 해리스어팜주식중개회사에서 시세판에 주가 적는 일, 차트 작성하는 일 등을 했다. 그리고 누나 도리스와 함께 생애 첫주식으로 시티즈서비스 우선주 6주를 주당 38달러에 구입한다. 주가가 27달러로 떨어졌다가 다시 40달러로 오르자 주식을 팔아 순수익 5달러를 남겼다. 그러나 얼마 후 시티즈서비스 주가는 200달러까지 치솟았고, 이 일로 버핏은 장기투자의 중요성을 깨닫는다. 1942년 워렌은 할아버지의 식품점에서 일을 했는데 놀랍게도 이때 워렌의 파트너 찰리 멍거 역시 다른 요일에 이곳에서 일을 하고 있었다. 1943년 아버지 하워드 버핏이 하원의원으로 당선되면서 버핏 가족은 워싱턴으로 이주한다. 버핏은 자신이 30세가 될 때까지 백만장자가 되지 못하면 오마하의 가장 높은 빌딩에서 뛰어내리겠다고 말했다. 1945년 신문배달사업으로 2,000달러까지 저축한 버핏은 1,200달러를 투자하여 네브래스카 농지를 사들였고 소작농을 두어 매달 돈을 벌어들인다. 워렌은 고등학생 친구와 함께 핀볼 게임기를 샀다. 그의 자서전에 따르면 둘은 이 게임기를 이발소에 설치했고, 더 많은 게임기들을 살 수 있는 충분한 돈을 마련할 수 있었다. 추가로 마련한 게임기들은 다른 상점들에 설치했다. 버핏과 그의 친구는 훗날 1200달러 이윤을 남기고 게임기들을 모두 팔아치웠다. 그들은 그 사업체를 참전 용사에게 팔았다고 한다. 1947년 우드로윌슨 고등학교를 졸업한다. 이때 워렌은 신문배달과 핀볼기 대여사업, 네브래스카 소작농을 통해 5,000달러 이상을 모은다. 버핏은 대학에 진학하고 싶지 않았지만 아버지의 강요로 펜실베니아에 있는 와튼 금융 산업 학교에 진학한다. 버핏은 교수님보다 자신이 더 많이 안다고 불평했다고 한다. 사교클럽의 회원이던 리처드 켄들은 "버핏은 와튼스쿨에서 배울 게 아무 것도 없다고 말했는데 그것은 제대로 된 판단이었다"고 말했다. 워런은 학교 잡지인 모범적인 미식축구팬으로 선정돼 <펜픽스 Penn Pics>의 표지모델로 나오기도 했다. 네스래스카대로 학교를 편입한 버핏은 하버드 대학원에 낙방한 뒤 뒤에 자신의 평생 멘토가 된 벤저민 그레이엄이 교수로 있던 뉴욕의 컬럼비아대 경영대학원에서 경제학을 공부했다. 그곳에서 벤자민 그레이엄이 개척한 가치투자 개념을 중심으로 투자철학을 구상했다.

### 벤저민 그레이엄과 인연

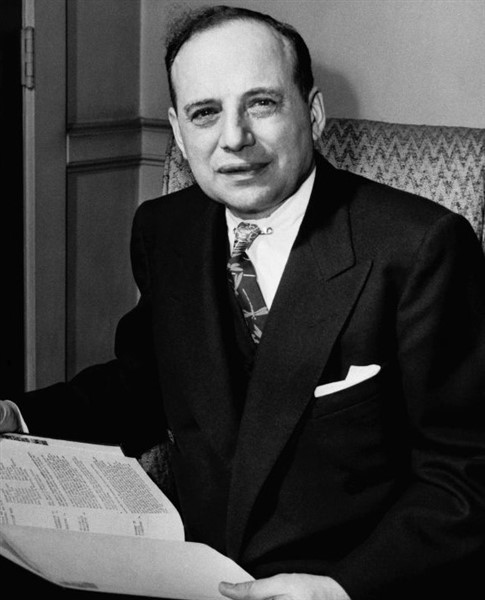
워런 버핏의 스승 벤저민 그레이엄

하버드 경영대학원 입학을 거절당한 버핏은 컬럼비아경영대학원에 들어간다, 여기서 영원한 스승이자 전설적인 투자자 벤저민 그레이엄의 수업을 듣는다. 1950년 그레이엄에게는 스무 명의 제자가 있었다. 그들 중 일부는 워런보다 나이가 많았고 이미 월스트리트에서 일하고 있었다. 그레이엄은 소크라테스식 문답법을 자주 사용했는데 오마하 출신의 청년 워런은 그의 말이 끝나기도 전에 손을 번쩍 뜰어올렸고, 그레이엄은 좀처럼 워런의 대답이 틀렸다고 말하지 않았다. 컬럼비아대학원에서 그레이엄 교수로부터 모든 과목에서 A+를 받은 것은 워렌이 유일하다.
대학원 졸업 후 그레이엄의 투자회사인 그레이엄-뉴먼에서 보수를 받지 않고 일하겠다고 제안했으나 거절당한다. 당시 그리스도교들이 설립한 월스트리트의 기업들은 유대인을 고용하지 않았고, 이에 거부반응을 보인 그레이엄은 가능하면 유대인을 고용하려고 애썼기 때문이다.
오마하로 돌아가 아버지 회사인 버핏-스클레니카&컴퍼니에서 주식중매인으로 일하는 동안 데일 카네기 대중연설 과정을 수료했다. 그리고 수전 톰슨을 만나 사랑에 빠진다. 1952년 수전과 결혼하여 월세 65달러를 주고 방 세개가 딸린 아파트를 빌려 신혼생활을 시작했다. 오래된 집이라 밤이면 쥐들이 돌아다녔다고 한다. 매우 검소하게 생활한 워런은 딸 수지 주니어가 태어났을 때는 옷장 안에 잠자리를 만들어줄 정도였다. 데일 카네기 강좌에서 연설과정을 이수한 21살의 워런은 오마하대학에서 투자원칙을 가르쳤다. 63) 워렌은 여러 학기 동안 강의를 했는데 주로 스승 벤저민 그레이엄의 <현명한 투자자>에 초점을 맞췄다.
1954년 그레이엄은 워렌에게 전화를 걸어 일자리를 약속했다. 워런은 봉급에 대해서는 묻지도 않고 다음 항공기편에 몸을 실었다. 68) 뮤추얼펀드인 그레이엄-뉴먼은 몇 가지 원칙에 따라 주식을 매수했다. 그레이엄이 가장 좋아하는 원칙은 기업의 운전자본보다 3분의 1이 낮은 가격에 거래되는 주식을 찾는 것이었다. 그레이엄-뉴면에서 워런은 모든 일에 매우 빨리 움직였다. 함께 일한 하워드 뉴먼은 "워런은 총명했지만 절대 잘난 척하는 법이 없었습니다. 그레이엄과 비슷했죠."라고 말했다. 그레이엄은 워런이 제자들 중에서 가장 뛰어나며 자신과 워런은 서로 비슷한 점이 있다고 생각했다. 76) 그레이엄은 워렌의 아들이 태어났을 때 영화 촬영기와 영사기를 선물했다. 78) 그는 자신의 생일에도 태어난 것을 행운으로 생각하며 직원들에게 선물을 나눠줬다. 그레이엄은 많은 돈을 자선단체에 기부하면서 자신의 이름으로 100만 달러 이상을 소유한 채 죽는 사람은 바보라고 말했다. 하지만 워런은 그레이엄의 주위에 일종의 장벽이 있었다고 했다. 모두가 그를 좋아하고 존경하며 주위를 맴돌았지만 그와 친해지지 못했다. 81) 자식을 둔 데다 마음의 여유가 생긴 버핏은 다시 오마하로 돌아가고 싶어했다. 그는 전철 승강장에 서서 뉴욕의 수많은 통근자를 바라보며 '내가 원했던 삶은 이런 게 아니야'라고 생각했다.

### 버크셔 헤서웨이
1956년 더 이상 다른 사람을 위해 일할 마음이 없었던 워런은 5월 1일 오마하에 도착하자마자 가족과 친구들로 구성된 조합을 결성했다. 그는 조합의 이름을 Buffett Associates Limited(버핏 어소시에이츠)라고 지었다. 1959년 오마하에서 평생을 함께할 사업 파트너 찰리 멍거를 만났다. 멍거는 훗날 버크셔의 부회장이 된다. 워런은 투자자들을 모아 펀드에 투자할 것을 권유하며 비밀주의를 고수했는데 정보 누설을 막는 것은 물론 간섭을 방지해 독립성을 유지하기 위해서였다. 처음 5년간 워런의 조합이 251%의 누적수익률에 달한 반면 다우 지는 74% 상승했다. 워런은 그레이엄의 인맥으로부터도 자금을 조달했다. 10만 5,000달러의 자금으로 시작한 버핏투자조합은 1962년이 되자 자본금이 720만 달러나 됐고 그중에서 100만 달러가 워런의 몫이었다. 7명이었던 투자자는 90명으로 늘어났고 그들은 캘리포니아에서 버몬트까지 다양한 지역에 흩어져 있었다. 키윗플라자에 사무실을 낸 버핏은 섬유 제조업체 버크셔해서웨이의 주식을 주당 7.6달러에 조금씩 매수하기 시작했다.
1963년, 워런은 뎀프스터를 매각해 230만 달러의 순이익을 올렸으며 이로써 투자 금액은 세 배 넘게 증가했다. 시작39) 1964년 샐러드유 사건으로 폭락한 아메리칸익스프레스를 매수하기로 결정했다. 꾸준히 버크셔 주식을 적극적으로 사들여 1965년도에는 49%를 보유하여 버크셔의 경영권을 장악한다. 이때부터 버크셔는 그의 투자회사로 변신한다. 1963년에 39%라는 놀라운 수익을 거뒀으며 1964년에는 28%의 수익을 올렸다. 당시 2,200만 달러를 운용하고 있던 버핏의 개인 순자산은 400만 달러에 육박했고 이미 꽤 큰 부자가 돼 있었다.
1965년 버핏의 투자조합은 다우지수보다 33퍼센트나 높은 수익을 올렸다. 다음해에 버핏은 36퍼센트나 앞섰다. 10년간의 다우지수가 122% 상승할 때 버핏 투자 조합의 누적수익은 1,156%에 달했다. 1966년 조합원들에게 보내는 편지에서 더 이상 조합원을 받아들이지 않겠다고 밝힌다.
1967년 초 버핏은 조합원들에게 새로 설립된 일부 뮤추얼펀드의 실적이 자신의 투자조합보다 더 좋다고 말했다. 워렌은 연간 다우지수를 10퍼센트 앞서겠다는 목표를 낮췄지만 1967년 다우지수를 17% 앞질렀다. 수익 중 많은 부분이 아메리칸익스프레스에서 나왔다. 월트 디즈니에서도 55%의 수익을 올렸다.
1968년 상승장이 힘을 잃었을 때에도 버핏투자조합은 59%의 수익률을 기록했다. 1969년 상승장의 정점에서 빠져나오는게 현명하다고 판단한 버핏은 투자조합을 그만두겠다고 발표했다. 버크셔해서웨이와 다이버시파이드레테일링, 두 건의 투자만 제외하고 모두 현금화하여 조합원들에게 투자자금을 돌려주었다. 이 두 건에 대해서는 주식으로 지분을 소유할지 현금화할 것인지를 선택할 수 있게 했으며, 버핏은 주식을 택했다. 혹스차이들 콘을 매각하고 얼마 후 버크셔를 지주회사로 탈바꿈사켰다.
투자조합을 운영한 마지막 해인 1969년에 버핏은 7%의 수익을 올렸다. 5월까지 1,000 근처에서 맴돌던 다우는 1969년말 800으로 폐장했다. 1970년도 버크셔 주식의 29%를 소유한 워렌은 회장이 되었고, 처음으로 연례보고서를 발표하고 주주들에게 편지를 써서 보내기 시작했다.

### 연도별 활동

#### 1970년대
1973년 워렌의 우려대로 활황기의 주식시장이 대폭락, 애널리스트들은 해고당했으며 니프티피프티마저 무너진다. 이때 워렌은 마치 상품진열대에서 물건을 쓸어 담듯 주식을 매수한다. 그렇게 다시 본격적인 투자를 선언하며 워렌이 어린 시절 배달하던 신문 워싱턴 포스트의 주식을 매입하여 가장 큰 사외 투자자가 됐다.
1977년 블루칩스탬프스 이름으로 이브닝뉴스 주식을 매입, 쿠리어-익스프레스와 신문 전쟁을 벌여 승리한다. 이 무렵 아내 수전은 자신의 삶을 시작하기 위해 샌프라시스코로 떠나지만 2004년 사망할 때까지 공식적인 아내 역할과 버크셔의 이사로서 적극적으로 활동한다. 그리고 버핏은 부인 수전의 소개로 훗날 두번째 부인이 되는 애스트리드 맨크스를 만난다.
1979년 약세장임에도 버핏 주식의 주가는 상승, 버크셔는 주당 290달러였고 버핏의 재산은 장부상 1억 4,000만 달러가 됐다. 하지만 버크셔에서 받는 연봉5만 달러로만 생활했기 때문에 먹고 살기가 빠듯했으며, 그럼에도 버크셔 주식은 단 한 주도 팔지 않았다.

#### 1980년대
1982년 보유재산 2억 5,000만 달러로 포브스 선정, 미국 부호 82위에 오른다.
1983년 5.68달러로 사들인 워싱턴포스트의 주식은 73달러로 치솟고, 버크셔의 주가도 주당 1,310달러까지 오르면서 버핏의 자산은 6억 2,000만 달러가 됐다. 버크셔 주식분할 압력을 받지만 파이를 조각낸다고 가치가 늘어나는 것은 아니라며 단호히 거부한다. 퍼니처마트를 인수하여 섬유공장 인수의 실수를 만회했다.
1985년 ABC와 캐피털시티즈의 합병을 성사시키고, 월드북으로 유명한 스콧 펫처를 매입했다. 버크셔해서웨이는 적은 수익을 이유로 섬유사업에서 철수하게 되는데 이는 버핏이 손실을 경험한 몇 안되는 거래로 기록됐다.
1987년 10월 19일, 이른바 '검은 월요일'로 불리는 주식 대폭락으로 매도 주문이 시장을 마비시켰다. 이 해 버핏은 살로먼브러더스에 7억 달러를 투자하는데 그때까지 그가 한 투자 중에 가장 큰 금액이었다.
1988년 불경기에 대한 우려가 만연했으나 개의치 않고 다시 주식투자에 나선다. 버크셔는 10억 2,000만 달러어치, 즉 코카콜라 전체 주식의 7퍼센트를 매입했다. 3년 후 코카콜라 지분은 37억 5,000만 달러로 치솟는다.
1989년 버크셔의 주가가 주당 4,800달러에서 6개월 만에 66퍼센트 상승해 8,000달러에 이른다. 이로써 버핏은 39억 달러 가치의 자산을보유하게 됐다.

#### 1990년대
1990년 보유재산 42억 달러로 포브스가 선정한 세계부호 2위에 오른다.
1992년 살로먼브러더스 불법 채권 거래 사건을 해결하고 회사를 회생시키는 데 온 힘을 쏟는다.
1993년 보유재산 총 152억 달러로 <포브스>가 선정한 세계 최고 부자가 된다. 2위는 마이크로소프트의 빌 게이츠였다.
1998년 온스당 4.32달러라는 650년 만에 가장 저렴한 가격으로 1억 2,970만 온스의 은을 사들였다. 2007년에 은 가격은 3배로 뛰었다.

#### 2000년대
2001년 버크셔해서웨이 보험 사업부는 9.11테러로 약 22억 달러의 손실을 본다.
2002년 110억 달러 규모의 통화선물계약을 체결했다. 이 계약으로 2006년 4월까지 20억 달러 이상의 수익을 올렸다.
2004년 아내 수전이 구강암 치료 후 뇌졸중으로 사망했다.
2005년 포브스 선정 세계의 거부 2위에 오른다. 1위는 마이크로소프트의 빌 게이츠 회장. 버크셔해서웨이 보험 사업부는 카트리나, 리타 등의 허리케인으로 인해 약 25억 달러의 손실을 본다.
2006년 버크셔 지분의 85퍼센트(발표 당시 기준 370억 달러)를 5개 자선재단에 순차적으로 기부하겠다고 발표. 그 중에 6분의 5를 빌&멜린다게이츠재단에 기부했다. 그리고 버핏은 오랜 동반자였던 애스트리드와 재혼한다.
2007년 배런스는 버크셔해서웨이를 세계에서 가장 존경받는 기업으로 선정했다. 버핏은 버크셔해서웨이 보고서를 통해 후계자를 찾고 있다고 밝혔다. 한국에 방문하기도 한 해.
2008년 보유재산 620억 달러로 포브스 선정 세계 최고의 부자가 됐다. 2위는 멕시코의 통신 재벌인 카를로스 슬림, 3위는 마이크로소프트 회장인 빌 게이츠였다. 버크셔해서웨이 주주미팅 참석자가 처음으로 3만 명을 돌파한다.
2009 포브스 선정 세계의 억만장자 순위에서 2위를 차지했으며, 1위는 빌 게이츠가 차지했다. 버핏은 글로벌 금융위기 여파로 재산이 가장 많이 줄어든 사람으로 꼽히기도 했다.

#### 2010년대
2012년에 전립선암 1기 판정을 받았다. 전립선암은 나이가 많은 고령의 남성에게서 곧잘 발병하는 암이다.
2013년에 트위터에 가입했다. 포춘지에 기고한 글을 많은 사람이 접할 수 있으면 좋겠다고 생각해서 가입했다고 한다.
2019년 포브스 선정 세계 갑부 순위에서 아마존의 제프 베조스, 빌게이츠에 이어 3위를 차지했다.

#### 2020년대
2020년 코로나 19의 대유행으로 경제가 치명적인 피해를 입으며 일어난 2020년 주가 대폭락으로 인해 수많은 투자 구루들이 피해를 봤다. 하지만, 버핏은 예외였는데, 미국시장의 주식이 너무 비싸다면서 대부분의 자산인 150조를 현금으로 보유하고 있었고 코로나의 폭격에서 빗겨나가면서 그야말로 쓸어담을 일만 남은 최후의 승리자가 되었다.
2025년 버크셔 해서웨이 회장이 공식적으로 95세 나이로 은퇴를 발표했다.

### 퇴임 후
2025년 5월 5일, 회사는 2026년 1월 1일부로 아벨을 사장 겸 CEO로 임명하고 버핏이 회장직을 유지한다고 발표했다.

## 비판

### 2008년 서브프라임모기지 사태
다음은 2008년 10월 17일 미국 금융위기가 왔을 당시 뉴욕타임지에서 버핏이 기고한 전세계 대폭락 장에 대해서 조언한 내용을 정리한 것입니다.
미국주식을 매수하세요. 저는 그렇게 하고 있습니다.

미국 뿐만 아니라, 전세계적으로 금융시장이 혼란을 겪고 있다. 더욱이 이로 인한 문제점들이 전반적인 경제분야로 확대될 것이다. 얼마 지나지 않아 실업률은 상승하고 기업활동들은 위축될 것이다. 언론의 헤드라인은 무서운 이야기들로 넘쳐날 것입니다.그래서 나는 미국 주식들을 매수하고 있습니다. 내가 말하고 있는 것은 나의 개인계좌입니다. 이 계좌에서는 미국 국채말고는 거래한 것이 없습니다. 주가가 계속적으로 매력적으로 보인다면, 버크셔 주식을 제외한 나의 순재산은 미국 주식으로만 100% 채워질 것입니다. 이렇게 하는 이유는? 내가 주식을 매수하는 원칙은 단순하다."다른 사람들이 탐욕을 부릴때 공포심을 갖고, 다른 사람들이 공포심을 갖을 때 탐욕을 부리는 것이다."이제는 확실히 공포심이 널리 확산되어서 경험이 많은 투자자들까지도 공포심에 사로 잡혀 있다. 물론 투자자들이 부채가 많은 기업에 대한 접근은 신중해야 한다. 그러나 미국의 수많은 건실한 기업들의 장기전망을 부정적으로 보는 것은 현명하지 못하다. 이런한 기업들은 항상 그렇듯이 일시적으로 이익이 훼손될 수 있다. 그러나 대부분의 기업들은 향후 5년, 10년, 그리고 20년 동안 새로운 기록을 세울 것이다. 펀더멘탈(내재가치)가 주가 보다 높게 반영되는 기업들만이 불황에서 생존할 수 있으며 그런 좋은 회사를 사야한다.
한가지 확실한 것이 있다. 나 역시 단기적인 전망은 하지 못한다. 지금부터 한달 또는 1년후에 주가가 상승할 것인지를 예측할 수 있을 정도로 대단한 예측능력이 있는 것도 아니다. 단지 기대하고 있는 것은 주식시장은 궁극적으로 상승할 것이고, 투자 심리나 경제상황이 좋아지기 전에 이미 주식시장은 높이 올라가 있을 것이라는 것이다. 여러분이 로빈(봄을 알리는 새종류)를 기다린다면, 어느 새 봄은 지나갈 것이다.
간단하게 과거사례를 들어봅시다.1932년대 대공황당시에,다우지수는 1932년 7월 8일에 41포인트로 저점을 찍었습니다.경제상황은 매우어려웠습니다.프랭클린 루즈벨트가 1933년 봄에 대통령으로 당선되었습니다.당시에는 시장은 이미 30%나 상승했습니다.예를 들어 세계 1차 대전 초기에 유럽과 태평양지역에서 미국의 상황은 매우 불리했습니다.1942년 봄 주식시장은 저점을 형성했습니다.1980년대 초 상황으로 돌아가보면 인플레이션이 급등하고 경제는 완전히 가라앉은 시점으로 주식을 매수하기에는 최적이었습니다.다시 말해서,나쁜 뉴스들이 투자자들에게는 최고의 친구인 것입니다. 주가가 하락할 때 미국의 미래 일부를 매수해야 합니다.

### 코로나19 상황 속 워렌 버핏
코로나19 대유행이 경제를 크게 손상시킬 수 있습니다. 그러나 미국은 1860년대 남북전쟁, 100년 전 스페인 독감, 대공황 같은 위기를 견뎌내고 번창했습니다. 미국의 마법이 이전에도 그랬듯 이번에도 승리할 것입니다.

파이낸셜타임스(FT)에 따르면, 버핏 회장은 2일(현지시간) 화상으로 열린 주주총회에서 그동안 보유하고 있던 아메리칸에어라인, 델타, 사우스웨스트, 유나이티드항공 등의 주식을 지난 4월에 모두 매각했다고 밝혔다. 총 60억 달러(약7조원) 이상 규모이다. 골드만삭스·JP모건 등 은행주를 대거 처분하기도 했다.
미 경제방송 CNBC와 블룸버그통신에 따르면 버핏 회장이 이끄는 투자회사 버크셔해서웨이는 에너지 생산·운송 업체 도미니언에너지의 천연가스 부문 사업을 인수한다. 거래금액은 부채 57억달러(약 6조8,200억원)를 포함해 총 97억달러에 달한다. 통신은 버크셔해서웨이가 2016년 미국 항공부품업체 프리시전 캐스트파츠를 370억달러에 인수한 이후 최대 규모 투자라고 평가했다. 이번 인수는 코로나19가 초래한 세계 경제 위기 이후 버핏 회장의 첫 대규모 투자다.
버크셔해서웨이는 미국 제약기업 네 곳에 57억달러(약 6조3000억원)를 투자했다고 공시했다. 버크셔해서웨이는 코로나19 백신을 개발하는 화이자와 머크에 신규투자를 집행했다. 머크 주식은 2240만여주(지분율 0.9%), 화이자 주식은 371만여주(0.1%)를 취득했다. 화이자는 개발 중인 코로나19 백신의 효과가 90% 이상이라는 중간결과를 지난 9일 발표했다.
코로나19로 수혜를 누렸던 기업들의 주식을 일부 정리하기도 했다. 버크셔해서웨이가 20년 동안 투자해온 창고형 할인매장 코스트코 주식을 모두 팔았다. 투자 포트폴리오에서 가장 비중이 큰 애플 주식도 일부 처분해 차익을 실현했다. 식료품 유통기업 크로거, 투자은행 뱅크오브아메리카 주식 비중은 늘렸다.

## 여담

### 성격

#### 검소함
저는 원하는 건 뭐든 현금으로 살 수 있습니다. 그렇지만 항상 살 수 있기만 할 뿐 실제로 사지는 않습니다.

뮤츄얼펀드의 귀재로 알려진 피터린치는 1980년대에 버핏을 방문했다가 그의 서재를 보고 깜짝 놀랐다. 엄청난 돈을 벌어들이고 있는 버핏이 소박하게도 금속 파일캐비닛에 알파벳 순서대로 책을 보관하고 있었기 때문이다. 그뿐 아니라 버핏은 린치처럼 직원을 고용하지도 않았고 전자스크린을 갖고 있지도 않았다. 심지어 컴퓨터는 물론 가격차트도 보이지 않았다. 고작 1929년부터 모아놓은 신문과 구식 증권시세 표시기가 전부였다. 현재는 컴퓨터를 갖춰놓았지만, 대부분 온라인 브리지게임을 하는 데 이용하는 것으로 알려져 있다. 버핏이 현대식을 받아들인 게 하나 있다면 개인전용 항공기를 구입한 것이었다. 그것이 어마어마한 부를 쌓은 버핏이 유일하게 누린 소비의 즐거움이었다. 그는 예술품도 수집하지 않았고 호화로운 자동차도 구입하지 않았다. 여전히 사무실 근처의 평범한 주택에서 살고 있으며 햄버거를 즐겨먹는다. 게이츠 고문은 메일에서 “홍콩 여행 중 우리는 점심으로 맥도날드 햄버거를 먹기로 했다”며 “점심을 사겠다며 당신(버핏 회장)이 주머니에서 꺼낸 건 바로 쿠폰이었다”고 회상했다. 그러나 다른 사람과 연관된 경우에는 아무 드물게 물질적인 것에 신경을 쓰기도 했다. 예를 들어 공항에 방문객을 마중나갈 때 별로 좋아 보이지 않는다는 이유에서 폭스바겐 차를 상위 차종으로 바꿨다. 하지만 버핏은 차 자체에는 거의 관심이 없었는지 아내가 어떤 종류의 차를 사느냐고 물었을 때 심드렁하게 답했다. "아무 차라도 괜찮아. 나는 어떤 종류든 상관없어" 파트너29) 버핏은 검소하게 살기를 원했고 실제로 그렇게 생활했다.파트너30. 하지만 그는 식당에서 함께 먹은 식사비를 지불하는 데는 인색하지 않았다. 딸 수지 주니어의 친구는 버핏의 집을 두고 "안심하고 들를 수 있는 집이었다"고 말했다. 사람들이 그냥 버핏의 집으로 들어가 냉장고의 음식을 마음대로 먹을 수 있는 정도였다.

### 인간성
버핏은 1960년대에 평화주의 철학자이자 동시에 수학자인 버트런드 러셀의 책을 광범위하게 읽었고 그의 국제주의적 견해를 많이 받아들였다. 러셀처럼 불가지론자이자 인간의 유한성을 깊이 깨닫고있던 그는 지구를 핵전쟁 같은 위험으로부터 보호하는 것은 사회 전체의 책임이라고 생각했다. 또한 차별은 그의 투자철학의 핵심을 이루는 중립적인 기준과 충돌했고 또한 그는 부잣집 아이가 다른 아이들보다 출발부터 앞서가는 것은 잘못된 것이라고 생각했다. 한편 버핏은 아내 수전의 이상주의적인 사고방식으로부터도 영향을 받았다. 버핏 가족은 백인들만 거주하는 지역에 사는 가족 중에서 흑인들을 정기적으로 집으로 초대해 접대하는 몇 안 되는 가족 중 하나였다. 또한 버핏은 낙태문제에도 관여했다. 그는 가족계획협회에서 활발하게 활동하던 수전과 뜻을 같이해 낙태의 합법화를 강력히 지지했던 것이다. 1969년 캘리포니아 대법원에서 한 여성을 낙태 시술사에게 안내한 혐의로 유죄를 선고받은 의사의 상고비용을 부담하기도 했다.

#### 워커홀릭
그는 정신적 독립심과 세상을 등지고 일에 몰입하는 놀라운 집중력을 통해 재능을 표출했다. 하지만 그 이면에는 자신이 관심 없는 분야는 철저히 무시하는 성향도 있었다. 파리에 갔을 때 관광에 별다른 흥미를 느끼지 못한 그가 유일하게 내보인 반응은 오마하의 음식이 더 맛있다는 것이었다. 언젠가 버핏이 고급휴양지 마서즈빈야드에서 쉬고 있던 워싱턴포스트의 발행인 캐서린 그레이엄을 방문했을 때 한 친구가 석양을 바라보며 감탄을 금치 못했다고 한다. 그럴 경우 대개는 예의상 석양을 한번 바라보기라도 하지만 버핏은 그런 것에는 전혀 관심이 없다고 잘라 말했다. 캘리포니아 해변에서 휴가를 보낼 때조차 해변에는 도통 관심을 보이지 않고 몇 주일간 일에만 매달렸다고 한다. 대다수의 천재처럼 버핏도 자기세계에 몰입하는 타입이다. 따라서 그와 함께 사무실을 쓰는 사람들 중 수십 년을 같이 일한 후에도 그의 정신 세계를 잘 아는 사람은 소수에 불과했다. 심지어 그의 자녀들도 아버지가 감정을 드러내는 모습을 좀처럼 본 적이 없다고 회상했다.

### 취미

#### 브리지게임
일 외에 워런이 열정을 쏟았던 것은 브리지게임이었다. 그는 정기적으로 게임을 했는데 그의 게임 멤버에는 광고회사 임원, 뷰익자동차 딜러, 판사, 생명보험 에이전트, 모기지 종사자, 철도회사 변호사, 미국 자동차 협회 지부회장 등이 있었다. 흥미롭게도 게임에서 잃는 것을 싫어한 워런은 집중해서 게임을 했고 자신에게 승산이 있다고 생각하는 경우가 아니면 큰 돈을 걸지 않았다. 심지어 그는 단돈 25센트를 걸 때도 진지하게 게임에 임했다. 함께 게임한 케이 케터는 "워런은 원하는 카드의 위치를 모두 알아낼 때까지 생각에 생각을 거듭했습니다"라고 말했다.

### 자선사업가

#### 나의 자선 서약 전문 (My philanthropic pledge)
행운 : 2006년, 저는 보유하고 있는 버크셔 해서웨이 주식의 전부를 단계적으로 자선단체에 기부하기로 결정하였습니다. 전 그 결정에 매우 행복하지 않을 수 없습니다. 그리고 이제는 빌과 멜린다 게이츠(빌 게이츠와 그의 아내)와 제가 전재산의 최소 50%를 사회에 기부하라고 수백명의 미국인 부호들에게 요청을 드리고 있습니다. 그래서 이 서약을 통해 다시 한번 이러한 부탁을 드리는 의도와 생각을 설명하고자 합니다. 

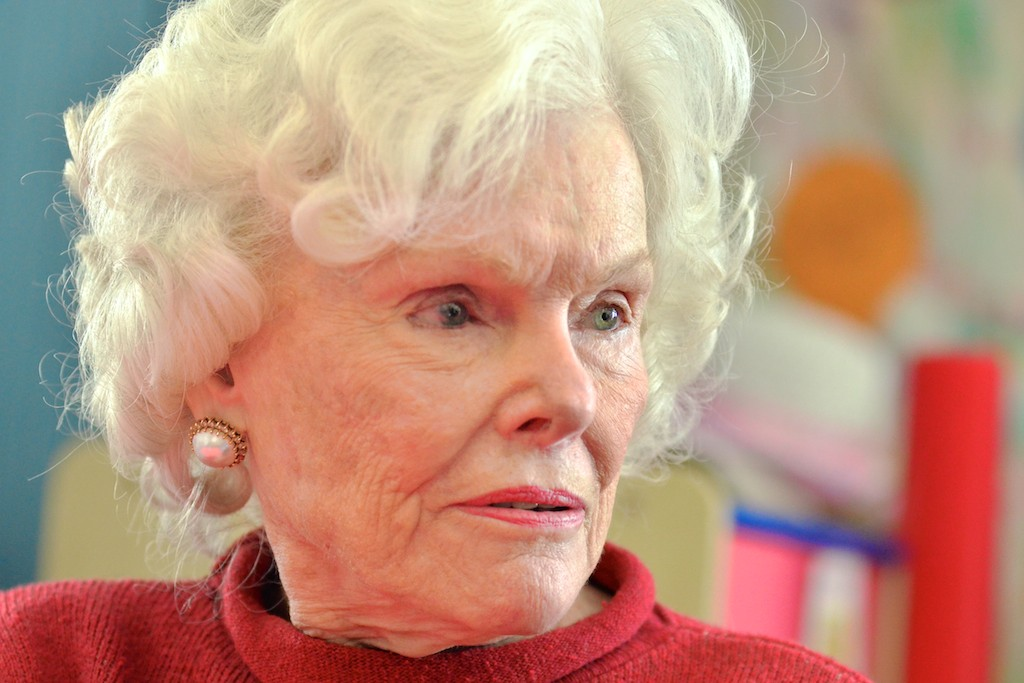
워렌의 누이 자선 사업가 도리스 버핏

우선, 나의 서약 : 제 일생동안 또는 죽은 후에 전재산의 99%를 자선단체와 사회에 환원하도록 하겠습니다. 절대적인 돈으로 환산을 하면 제 전재산의 99%는 큰 액수입니다. 하지만, 상대적으로 보면 많은 일반인들이 매일매일 이 보다 더 많은 걸 사회에 기부하고 있습니다. 수백만명의 미국인들과 전세계인들이 정기적으로 교회, 학교 또는 다른 자선단체에 기부를 하고 있습니다. 누가 이들한테 그러라고 시킨건 아닙니다. 이들은 그 돈을 사회에 기부하지 않고 본인들과 가족들이 잘 먹고 잘 사는데 사용해도 그만입니다. 하지만, 그들은 기부라는 용감한 결정을 하였습니다. 이들이 구세군이나 United Way와 같은 비영리 단체에 아무런 조건없이 기부하는 재산은 바로 영화관람이나 외식과 같은 여가생활을 스스로 포기하였다는 것을 의미합니다. 부끄럽게도 저는 재 재산의 99%를 기부하여도 저희 가족은 아직도 하고 싶은 모든 것을 할 수가 있습니다. 또한, 이 서약을 실행하여도 저는 제 가장 소중한 자산인 '시간'을 기부하지는 않습니다. 제 자식들을 비롯한 많은 사람들은 그들의 가장 소중한 자산인 시간을 투자하면서까지 남들을 돕고 있으며, 이러한 노력들은 제가 기부하는 전재산의 99%보다 훨씬 더 값어치가 있다고 생각합니다. 불우한 환경에서 자란 어린이들이 든든한 후견인을 만나서 우정과 사랑을 배우면서 훌륭한 사람으로 성장하는걸 우리는 주위에서 너무나 많이 봤습니다. 제 누님인 도리스 여사 또한 매일매일 그녀의 소중한 시간을 투자해서 이러한 사랑을 실천하고 있습니다. 이에 비해서 제가 하고자하는 건 미비하다고 생각됩니다.
하지만, 제가 할 수 있는 것은 바로 제가 가지고 있는 버크셔 해서웨이 주식을 – 돈으로 환산을 하면 막대한 자원을 획득하고 사용할 수 있는 – 운이 없게도 가난하고 불행하게 태어난 사람들을 위해서 사용하는 것입니다. 지금까지 제가 가지고 있는 주식의 20%는 이미 사회에 기부가 되었습니다 (이제는 고인이 된 제 부인 수잔 버펫의 몫까지 합쳐서). 해매다 저는 주식의 4%를 지속적으로 기부할 예정입니다. 모든 주식이 기부된 후 늦어도 10년이면 이 주식들이 현금화되어서 남을 돕는데 사용될 겁니다. 제 재산의 1 달러도 기금 (endowment)을 위해서는 사용하지 않을 것입니다. 저는 제가 힘들게 번 돈이 지금 당장 해결되어야 하는 현실적인 문제들을 해결하는데 사용되는 것을 원합니다. 이 서약으로 인해서 저와 제 가족들의 생활이 바뀌는 점은 없습니다. 제 자식들은 이미 저한테 많은 재산을 물려 받았으며, 앞으로도 더 물려 받을 것입니다. 덕분에 그들은 매우 편하고 생산적인 삶을 즐기고 있습니다. 저 또한 제가 하고 싶은 모든걸 할 수 있는 그런 삶을 계속 살아갈 예정입니다. 저도 인생의 물질적인 즐거움을 즐기면서 살고 있지만, 그렇다고 모든걸 즐기지는 않습니다. 비싼 전용기를 좋아하지만, 미국 전역에 부동산과 집을 가지는 건 오히려 더 불편하다고 생각을 합니다. 때로는 너무 많은걸 소유하게 되면 사람이 돈을 관리하는게 것이 아니라 돈이 사람을 관리하게 됩니다. 건강 외에 제가 가장 소중하게 여기는 재산은 바로 흥미있고, 다양하고, 오래 사귈 수 있는 친구들입니다. 제가 지금까지 부를 축적할 수 있었던 이유는 미국인으로 태어나서 미국에서 살 수 있었던 점, 운이 좋은 유전자와 복리 (compound interest) 덕분입니다. 저와 제 아이들은 소위 말하는 “자궁 로또 (Ovarian Lottery)”에 당첨된 겁니다 (제가 태어났던 1930년도에 미국이라는 나라에서 신생아가 태어날 확률은 30대 1이었습니다. 제가 백인 남자로 태어날 수 있었던 사실 덕분에 그 당시 많은 미국인들을 괴롭히던 장애들을 경험하지 않고 그냥 넘어갈 수 있었습니다). 제 행운은 거기서 그치지 않고 전반적으로는 미국을 잘 굴러가게 하지만 가끔씩은 예상치 못한 결과를 생성해주는 시장의 시스템 덕분에 배가되었습니다. 미국 사회와 경제는 참으로 재미있습니다. 전쟁터에서 동료들의 목숨을 구하면 훈장으로 보상을 하고 미래의 주역을 가르치는 우수한 선생님들은 부모님들의 thank-you note로 보상을 받지만, 잘못된 주식의 가격을 남보다 더 빨리 발견하는 사람들은 수십조원의 돈으로 보상을 합니다. 바로 저는 이런 사회에서 살고 있습니다. 간단하게 말하면, 운명의 여신은 매우 변덕이 심한 여신인가 봅니다. 이 서약을 하는 이유는 바로 이런 사회의 시스템을 이용해서 돈을 벌 수 있었던 제 죄책감 때문이 아니라, 바로 저와 제 가족의 고마움을 표시하는 것입니다. 우리가 재산의 1% 이상을 우리를 위해서 잘 먹고 잘 살기 위해서 사용한다고 해서 저희 생활의 질이 눈에 띄게 좋아지지는 않습니다. 하지만, 이와는 반대로 제가 사회에 기부하는 제 재산의 99%는 – 98%에 비해서 – 남들의 건강과 복지에 막대한 영향을 미칠 것이라 믿고 있습니다. 이러한 생각으로 인해서 저와 제 가족들은 자연스럽게 다음과 같은 생각을 하게 되었습니다. 우리가 필요한 만큼만 갖고, 그외 나머지는 사회가 필요로 하는 일들을 위해 환원하자. 바로 이 서약과 함께 시작합니다.
버핏은 지난 2006년 버크셔 해서웨이 지분 85%를 기부하겠다고 약속했으며, 대부분 게이츠 재단에 기부금이 전달됐다. 그는 지난해에도 31억7000만 달러의 가치가 있는 주식을 기부했다. 2006년부터 2018년까지 기부한 누적액은 총 310억 달러(약 35조원)에 달한다.
워렌은 코로나로 주가가 폭락하여 대규모 투자손실이 일어났음에도 자신의 투자회사 버크셔 해서웨이 주식 29억 달러어치(약 3조8천억 원)를 자선단체에 기부했다. 지금까지 44조에 달하는 금액을 기부해온 것으로 알려져있다.

## 최근 투자 동향
- 2006년 5월에 세계 3대 금속절삭공구 그룹 중 하나인 IMC그룹의 지분 80%를 40억 달러에 인수했다.[25] 2007년 10월 25일 그룹 주요 계열사인 대구텍을 방문하기 위해 처음으로 대한민국을 방문하였다.[26]
- 2009년 11월 3일에 미국의 철도사업자인 벌링턴 노던 산타페(Burlionton Northern Santa Fe, BNSF철도)를 인수하기로 최종 합의했다.[27]
- 2010년 1월 19일 워렌 버핏 버크셔 해서웨이 회장과 정준양 포스코 회장이 미국 네브래스카주 오마하 본사에서 면담했으며, 버핏 회장은 현재 포스코 발행주식을 4.5% 정도를 보유하고 있다.[28]
- 유명 투자자들의 주요 보유 주식 현황 (2015년 9월 기준) – 워렌 버핏의 버크셔 해서웨이[29]
- ‘가치투자의 대가, 20세기 가장 위대한 투자가, 워렌 버핏의 버크셔 해서웨이(Berkshire Hathaway)의 최근 주요 보유 주식 현황 (2015년 12월 31일 기준) 분석[30]

## 경력
- 1956년 버핏 어소시엇츠(Buffett Associates Ltd.) 설립
- 1965년 버크셔 해서웨이 인수
- ~ 현재 버크셔 해서웨이 이사회 회장 겸 CEO[31]
- 1974년 ~ 1986년 워싱턴 포스트 이사
- 1987년 샐러먼 브라더스 이사
- 1989년 ~ 2006년 코카콜라 이사
- 1996년 ~ 2011년 워싱턴 포스트 이사
- 2006년 빌 & 멜린다 게이츠 재단 이사

## 같이 보기
- 버크셔 해서웨이 - 워렌 버핏의 회장이자 CEO로있는 투자회사
- 빌 게이츠 - 워렌버핏의 친한 친구
- 빌 & 멀린다 게이츠 재단
- 더기빙플레지
- 존 보글(영어판) - 미국의 '투자의 4대 성인'중 1인이자 뱅가드 그룹 설립자
  - 뱅가드 그룹(en:The Vanguard Group) - 세계 최대 인덱스 펀드 회사